# جيمس بويل
جيمس بويل (بالإنجليزية: James Boyle)‏ (11 يوليو 1866 في المملكة المتحدة - ) هو لاعب كرة قدم بريطاني في مركز حراسة المرمى. لعب مع نادي أرسنال.